# Римар Володимир Павлович
Володимир Павлович Римар (нар. 24 лютого 1928, село Сміле, тепер Роменського району Сумської області) — український радянський діяч, буровий майстер Шебелинського управління бурових робіт Харківської області. Депутат Верховної Ради УРСР 7—10-го скликань.

## Біографія
Освіта середня.
У 1945—1948 роках — їздовий колгоспу «Боротьба» Смілівського району Сумської області, буровий робітник Смілівської контори нафторозвідки.
З 1948 року — помічник бурильника тресту «Укрнафтогеологія».
З 1949 року — бурильник, з 1958 року — буровий майстер Шебелинського управління бурових робіт Балаклійського району Харківської області.
Член КПРС з 1965 року.
Потім — на пенсії в селищі П'ятигірське Балаклійського району Харківської області.

## Нагороди
- орден Леніна
- ордени
- медалі